# Horch 12
Die Horch 12 (Typ 670 und 600) sind Pkw mit Zwölfzylindermotor aus den Zwickauer Horchwerken (ab Juni 1932 Teil der Auto Union AG). Als erstes deutsches Fahrzeug hatten die Horch 670/600 Motoren mit Hydrostößeln, wodurch die Einstellung des Ventilspiels entfiel.
Von den zwischen 1931 und 1934 insgesamt 81 gebauten Wagen sind vier Horch 670 Cabriolets erhalten.

## Allgemeines

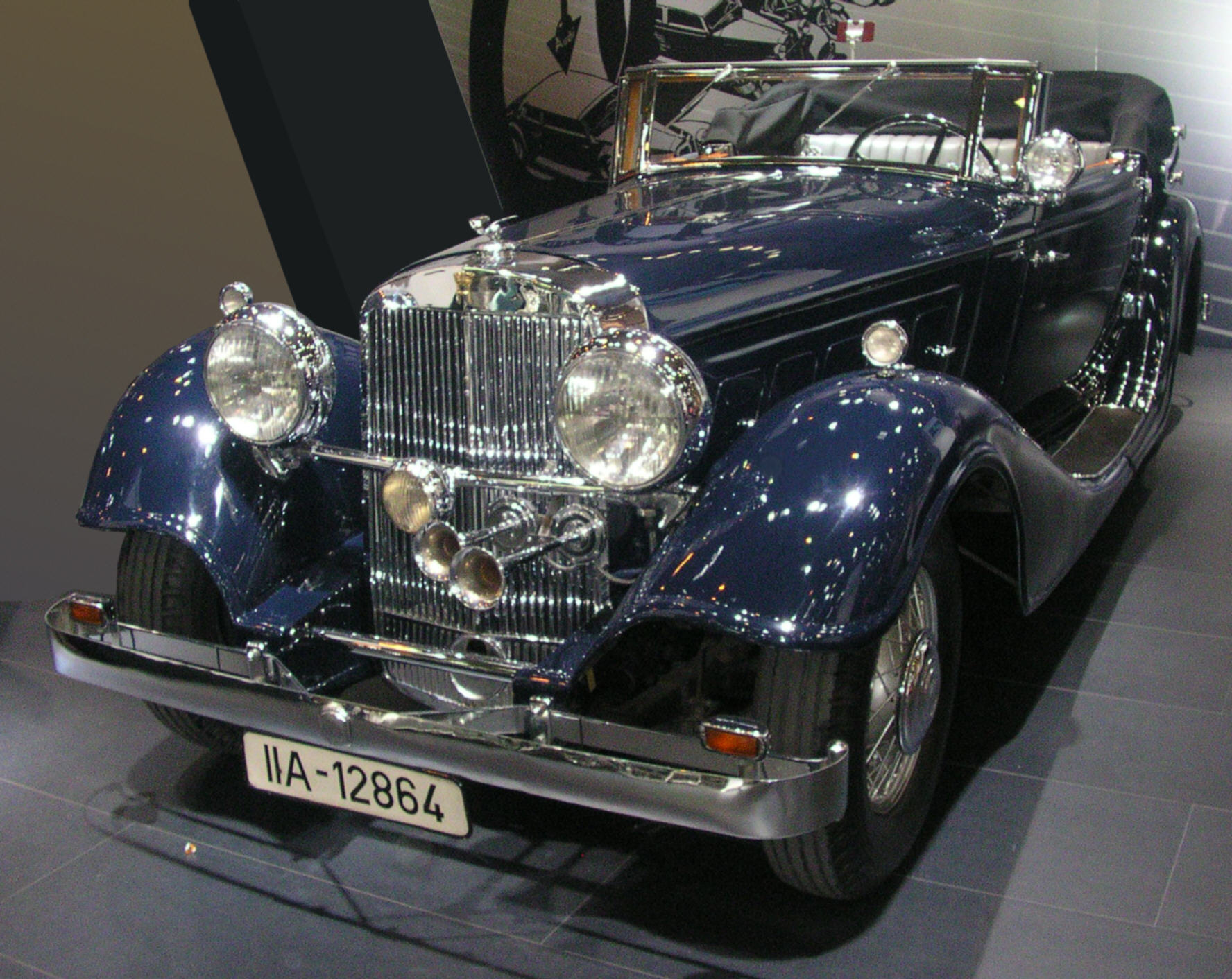
Horch 670 (1932)

Im Herbst 1931 – noch vor dem Zusammenschluss von Audi, DKW, Horch und Wanderer zur Auto Union AG – wurde auf dem Pariser Autosalon zunächst der Typ 670 mit 3,45 Metern Radstand vorgestellt, der nur als zweitüriges Cabriolet erhältlich war. Bis zum Ende der Produktion im Jahr 1934 baute das Zwickauer Werk insgesamt 53 Horch 670.
Im Jahr 1932 präsentierte die Auto Union den Horch 600, der mit 3,75 m Radstand für die Limousine und das viertürige Pullman-Cabriolet Verwendung fand. Nach Auslieferung von 28 Fahrzeugen endete die Horch-600-Fertigung bereits im folgenden Jahr 1933.
Beide Fahrzeuge entsprachen im Aussehen weitgehend den Achtzylinder-Horch des Typs 780B bzw. 500B. Auffallend war die dreiteilige Windschutzscheibe. Der Horch 12 stand in Konkurrenz zum Achtzylinder-Mercedes Typ 770 („Großer Mercedes“) sowie zum Zwölfzylinder-Maybach Zeppelin DS 8. Da viele potentielle Kunden nach der Weltwirtschaftskrise von 1929 über weniger Geld verfügten, waren die Horch-Fahrzeuge mit einem Neupreis ab 23.500 Reichsmark deutlich günstiger als die Mercedes- oder Maybach-Wagen (ca. 45.000 bzw. 35.000 RM, auf das Jahr 1932 bezogen entsprechen diese Summen kaufkraftbereinigt in heutiger Währung ca. 128.000, 245.000 und 191.000 Euro).

## Motor und Getriebe
Der von Fritz Fiedler neu konstruierte 120 PS (88 kW) bei 3200/min starke V-Motor mit 6 Litern Hubraum und 66 Grad Bankwinkel hat eine siebenfach gelagerte Kurbelwelle. Die über eine Kette mit automatischer Spannvorrichtung angetriebene Nockenwelle liegt zentral zwischen den beiden Zylinderbänken und betätigt über Kipphebel die waagerecht angeordneten Ventile (SV-Ventilsteuerung). Die Dichtfläche zwischen Zylinderblock und -kopf und damit auch die Kopfdichtung waren geknickt. Der Fahrer konnte vom Armaturenbrett aus den Zylindern und Kolben über ein eigenes Leitungssystem Schmieröl zuführen, was die Kompression erhöhte und damit den Kaltstart erleichterte.
Das Viergang-Schaltgetriebe der Zahnradfabrik Friedrichshafen wird mit einem Schalthebel in der Wagenmitte betätigt. Die Gänge zwei bis vier sind synchronisiert, sodass beim Schalten kein Zwischengas bzw. „Doppelkuppeln“ erforderlich war.

## Fahrgestell
Das konventionelle Fahrgestell mit blattgefederten Starrachsen vorn und hinten stammte von den Achtzylindern 780B/500B. Die Bosch-Dewandre-Servo-Bremse mit Saugluftunterstützung sorgte für verringerte Pedalkräfte. Als Besonderheit hatte der Horch 12 fest eingebaute hydraulische Wagenheber für den Radwechsel.

## Horch 670 in Museen
Horch 670 Cabriolets sind im Audi museum mobile in Ingolstadt, dem Zeithaus der Autostadt in Wolfsburg und in der Cité de l’Automobile – Collection Schlumpf in Mülhausen im Elsass (Frankreich) zu besichtigen.

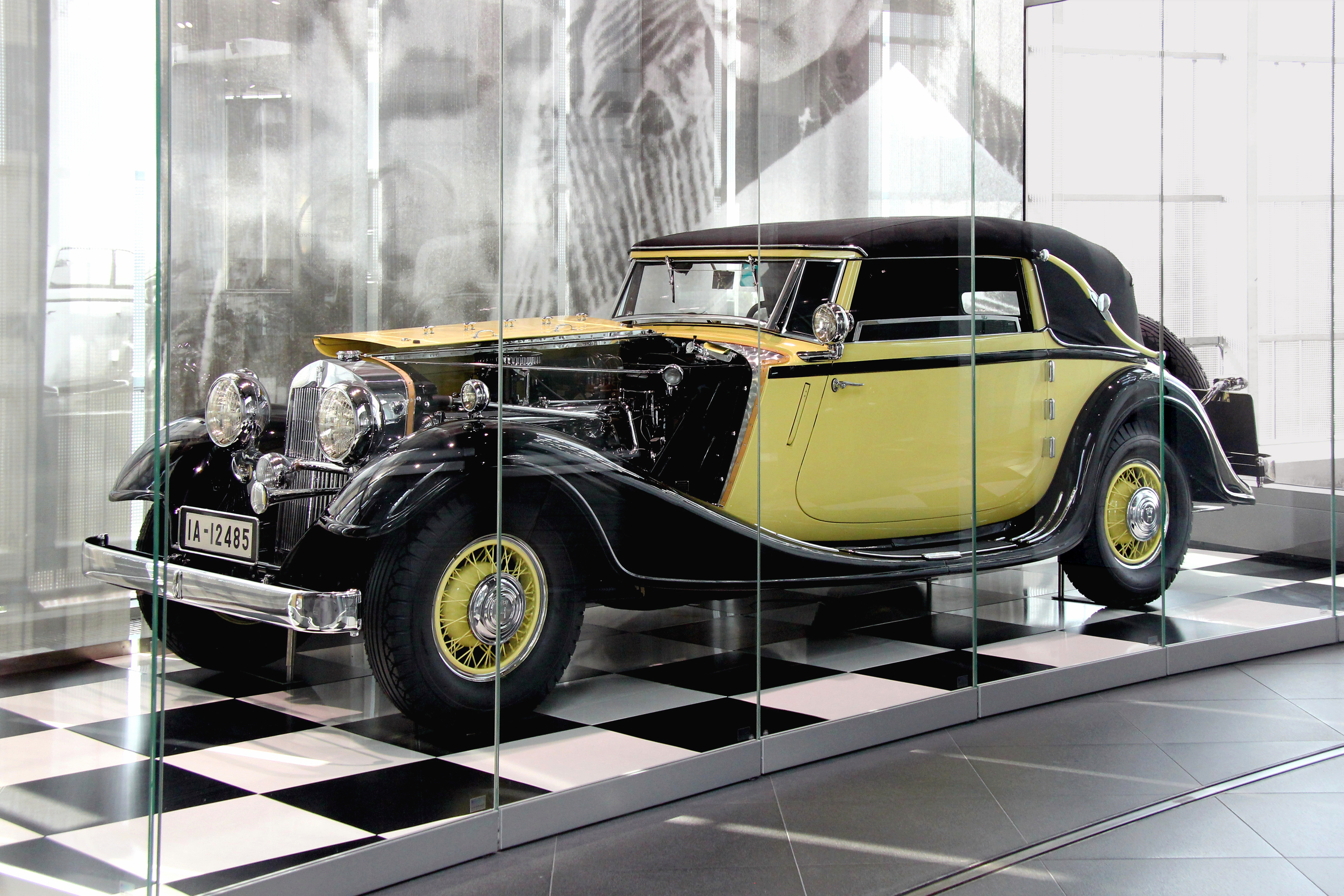
Audi museum mobile
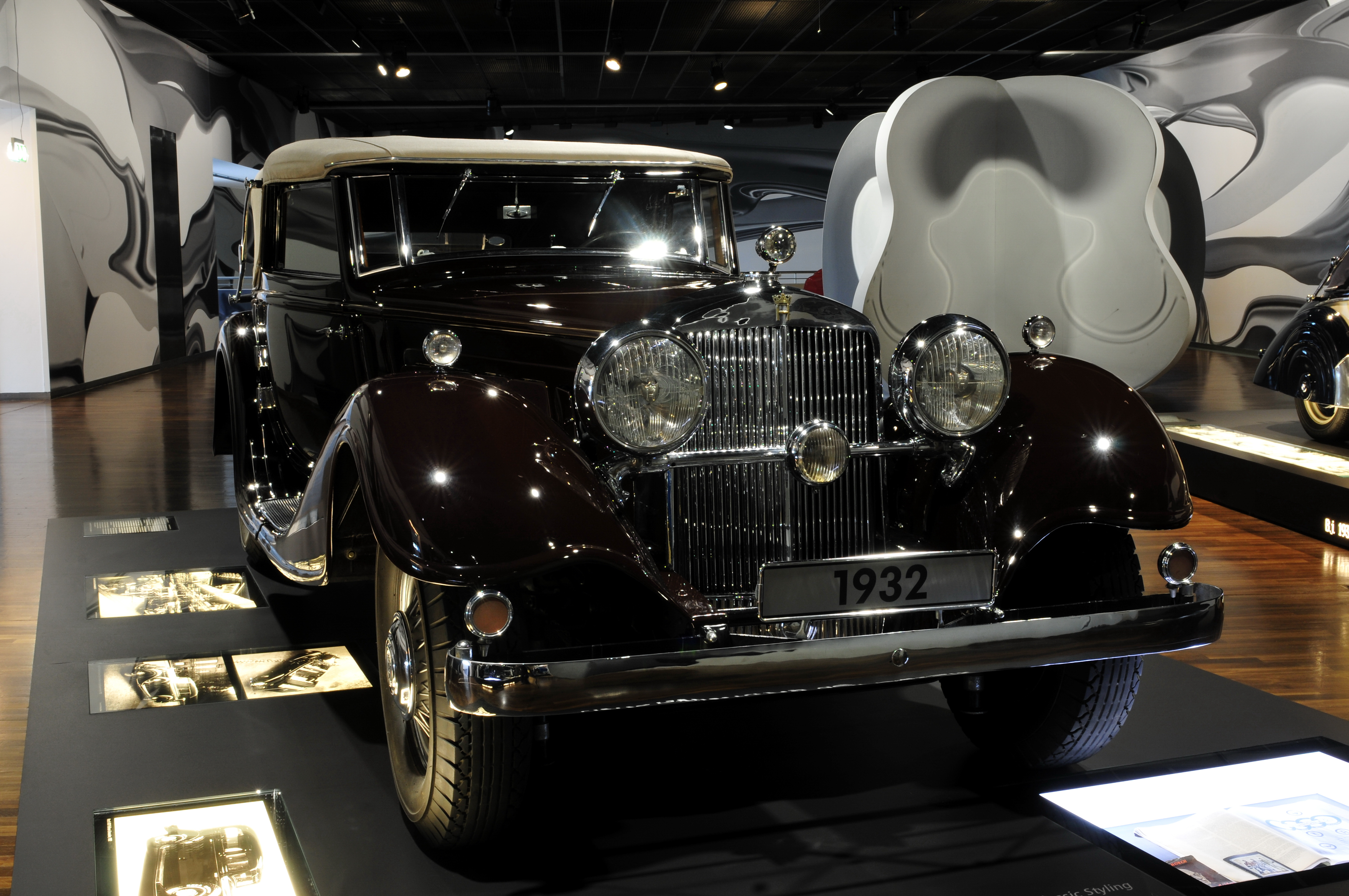
Zeithaus der Autostadt
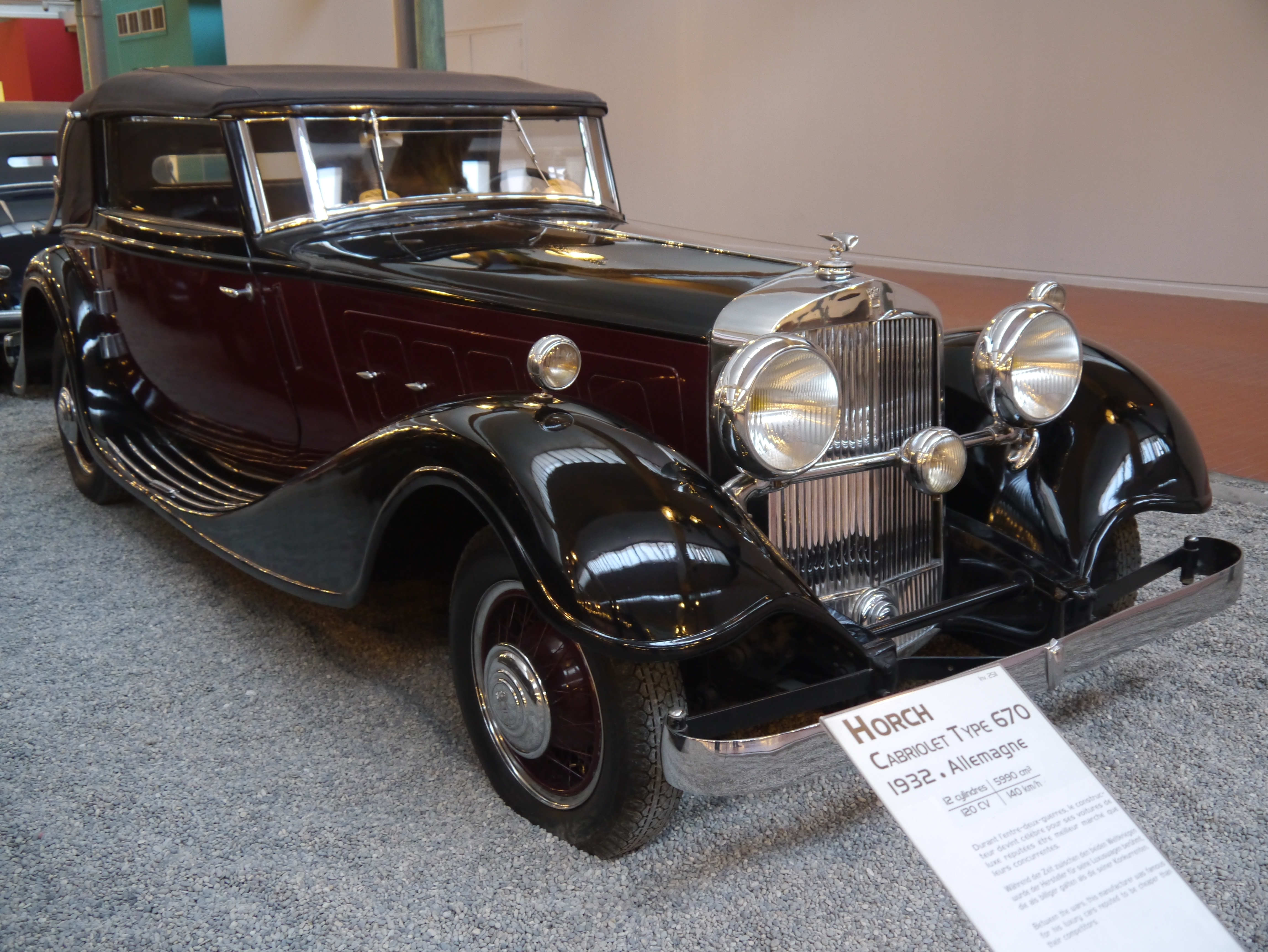
Cité de l’Automobile – Collection Schlumpf

## Technische Daten
|                       | 670 | 600 |
| --------------------- | --- | --- |
| Baujahre              | 1931–1934 | 1932–1933 |
| Aufbauten             | Cb2 | PL4, PC4 |
| Motor                 | Zwölfzylinder-V-Viertakt-Ottomotor                                                                                           | Zwölfzylinder-V-Viertakt-Ottomotor                                                                                           |
| Ventilsteuerung       | SV-Ventilsteuerung (seitengesteuert)                                                                                         | SV-Ventilsteuerung (seitengesteuert)                                                                                         |
| Bohrung × Hub         | 80 mm × 100 mm | 80 mm × 100 mm |
| Hubraum               | 6031 cm³ | 6031 cm³ |
| Nennleistung          | 120 PS (88,3 kW) bei 3200/min                                                                                                | 120 PS (88,3 kW) bei 3200/min                                                                                                |
| Verbrauch             | ca. 26 l/100 km | ca. 28 l/100 km |
| Höchstgeschwindigkeit | 140 km/h | 130 km/h |
| Leergewicht           | 2300 kg | 2500 kg |
| zul. Gesamtgewicht    | 2950 kg | 3200 kg |
| Bordspannung          | 12 Volt | 12 Volt |
| Rahmen                | U-Profil-Pressstahlrahmen, mit der Karosserie verschraubt                                                                    | U-Profil-Pressstahlrahmen, mit der Karosserie verschraubt                                                                    |
| Radaufhängung         | Starrachsen mit Halbelliptikfedern und hydraulischen Stoßdämpfern                                                            | Starrachsen mit Halbelliptikfedern und hydraulischen Stoßdämpfern                                                            |
| Bremsen               | hydraulisch betätigte Trommelbremsen an allen vier Rädern, mechanisch betätigte Feststellbremse, auf die Hinterräder wirkend | hydraulisch betätigte Trommelbremsen an allen vier Rädern, mechanisch betätigte Feststellbremse, auf die Hinterräder wirkend |
| Länge                 | 5400 mm | 5550 mm |
| Breite                | 1820 mm | 1820 mm |
| Höhe                  | 1650 mm | 1720 mm |
| Radstand              | 3450 mm | 3750 mm |
| Spur vorne/hinten     | 1470 mm/1500 mm | 1470 mm/1500 mm |
| Wendekreis            | 14,5 m | 16,5 m |

- PL4 = 4-türige Pullman-Limousine
- PC4 = 4-türiges Pullman-Cabriolet
- Cb2 = 2-türiges Cabriolet